# Pou de la Cometa
El Pou de la Cometa és un pou al nucli de la Granadella (les Garrigues) inclosa en l'Inventari del Patrimoni Arquitectònic de Catalunya. Pou fet a partir de grans blocs de pedra ben escairats. És una construcció senzilla on s'ha deixat la pedra vista; és un arc de mig punt amb contraforts molt gruixuts als laterals. El remat tant als laterals com al centre de l'arc són unes esferes també de pedra posades dalt de dos blocs petits posats de forma decreixent i que funcionen com a base. És un conjunt molt sòlid i d'aspecte pesat. Tot i la importància que suposem que tingué en origen, avui resta enrunat i ple de caixes de bombes i fusells de guerra. Està mig tapat i només es fa visible per la construcció superior de blocs de pedra repicats i ben treballats.